# 長野市立柳町中学校
長野市立柳町中学校（ながのしりつやなぎまちちゅうがっこう）は、長野県長野市にある中学校。

## 所在地
- 長野県長野市大字三輪1252

## 沿革
- 1930年4月 - 柳町尋常高等小学校として現在地に設置される
- 1941年4月 - 柳町国民学校と改称
- 1947年4月 - 長野市立柳町中学校の開設、開校式ならびに入学式実施
- 1952年7月 - 校旗披露
- 1955年3月 - 校歌制定
- 1961年4月 - 新校舎完成
- 1964年5月 - 新体育館落成
- 1977年11月 - 中校舎落成
- 1979年5月 - 講堂前庭、テニスコート完成
- 1979年6月 - 校舎改築落成
- 1982年3月 - 新体育館引き渡し、「弥生体育館」と命名
- 1982年10月 - 全日本吹奏楽コンクール全国大会 金賞
- 1982年12月 - 室内楽東日本優秀校演奏発表会 合唱最優秀賞
- 1987年5月 - プール竣工
- 1988年11月 - 柳魂道場（柔剣道格技室）の竣工、五月体育館改修
- 1990年12月 - 北校舎大改造竣工
- 1995年10月 - NHK全国学校音楽コンクール全国大会 NHK会長賞受賞
- 2003年9月 - 中校舎耐震改修工事

## 部活動
- 男子バレー部
- 女子バレー部
- 男子バスケット部
- 女子バスケット部
- 男子ソフトテニス部
- 女子ソフトテニス部
- サッカー部
- 陸上部
- 剣道部
- 吹奏楽部
- 合唱部
- 室内楽部
- 美術部
- 科学部

## 卒業生
- 池田満寿夫（芸術家）
- 別役実（劇作家）
- 直江大輔（プロ野球選手、巨人）
- 田中聡（サッカー選手）
- 倉田大誠（フジテレビアナウンサー）
- 藤澤涼架（Mrs. GREEN APPLEメンバー）